# Dean Geyer
 (septembre 2012).
Si vous disposez d'ouvrages ou d'articles de référence ou si vous connaissez des sites web de qualité traitant du thème abordé ici, merci de compléter l'article en donnant les références utiles à sa vérifiabilité et en les liant à la section « Notes et références ».
Pour les articles homonymes, voir Geyer.
Dean Geyer est un auteur-compositeur-interprète et acteur australien, né le 20 mars 1986 à Johannesburg (Gauteng).
Arrivé troisième de l'émission Australian Idol en 2006, il a ensuite obtenu un rôle dans la série télévisée australienne Les Voisins (Neighbours) avant de rejoindre la distribution de Glee lors de la quatrième saison (2012-2013).

## Biographie

### Jeunesse
Dean Stanley Geyer naît à Johannesburg, en Afrique du Sud. Ses parents sont australiens. Il est le plus âgé de trois enfants. Il a deux sœurs cadettes qui partagent son intérêt pour les arts martiaux. L'intérêt qu'il porte à la musique est survenu très tôt dans son enfance.[réf. souhaitée] Il rencontre sa petite amie Jillian Murray sur le tournage de Never Back Down 2 en 2011.[réf. nécessaire] En décembre 2016, il annonce ses fiançailles avec Jillian après 5 ans de vie commune.

### Carrière
Dean Geyer apprend à jouer de la guitare et écrit sa première chanson intitulée Change, qui parle de son déménagement de l'Afrique du Sud jusqu'à l'Australie. Lors de son audition à Australian Idol, il joue un morceau qu'il a lui-même composé à la guitare intitulé Nice to Meet You. Il joue dans les séries américaines Terra Nova (soldat Mark Reynold), Glee (Brody Weston)  et australienne Les Voisins (Neighbours) (Ty Harper) et dans le film américain Never Back Down 2.
En 2004, il fait partie d'un groupe appelé Third Edge, avec lequel il enregistre des chansons au studio 52. Par la suite, ce même studio lui permettra avec son groupe de se produire à la cérémonie de la Kool School, cependant, ils ne seront que nommés.
En 2016, il participe à la deuxième saison de la version australienne de l'émission I'm a Celebrity… Get Me Out of Here!.

## Filmographie

### Longs métrages
- 2011 : Never Back Down 2 de Michael Jai White : Mike Stokes
- 2015 : Landsmine Goes Click de Levan Bakhia : Daniel
- 2015 : The Sand d'Isaac Gabaeff : Jonas
- 2015 : Une jeune mère en détresse (Don't Wake Mommy) de Chris Sivertson : Brade

### Télévision

#### Téléfilms
- 2017 : Il était une fois une rencontre (Once Upon a Date) de Lee Friedlander : Josh Dunbrook
- 2020 : Une alliance pour Noël (A Ring for Christmas) de Don E. FauntLeRoy : Gabe Hudson

#### Séries télévisées
- 2008-2009 : Les Voisins (Neighbours) : Ty Harper (244 épisodes)
- 2011 : Single Ladies : Gabe (saison 1, épisode 9 : Can't Hide Love)
- 2011 : Terra Nova : le soldat Mark Reynolds (12 épisodes)
- 2012-2013 : Glee : Brody Weston (14 épisodes)
- 2016 : Shades of Blue : Nick Davis (saison 1, épisode 1 : Être un bon flic (Pilot))

## Discographie

### Album
- Rush, sorti le 26 mai 2007.